# Ấp trứng

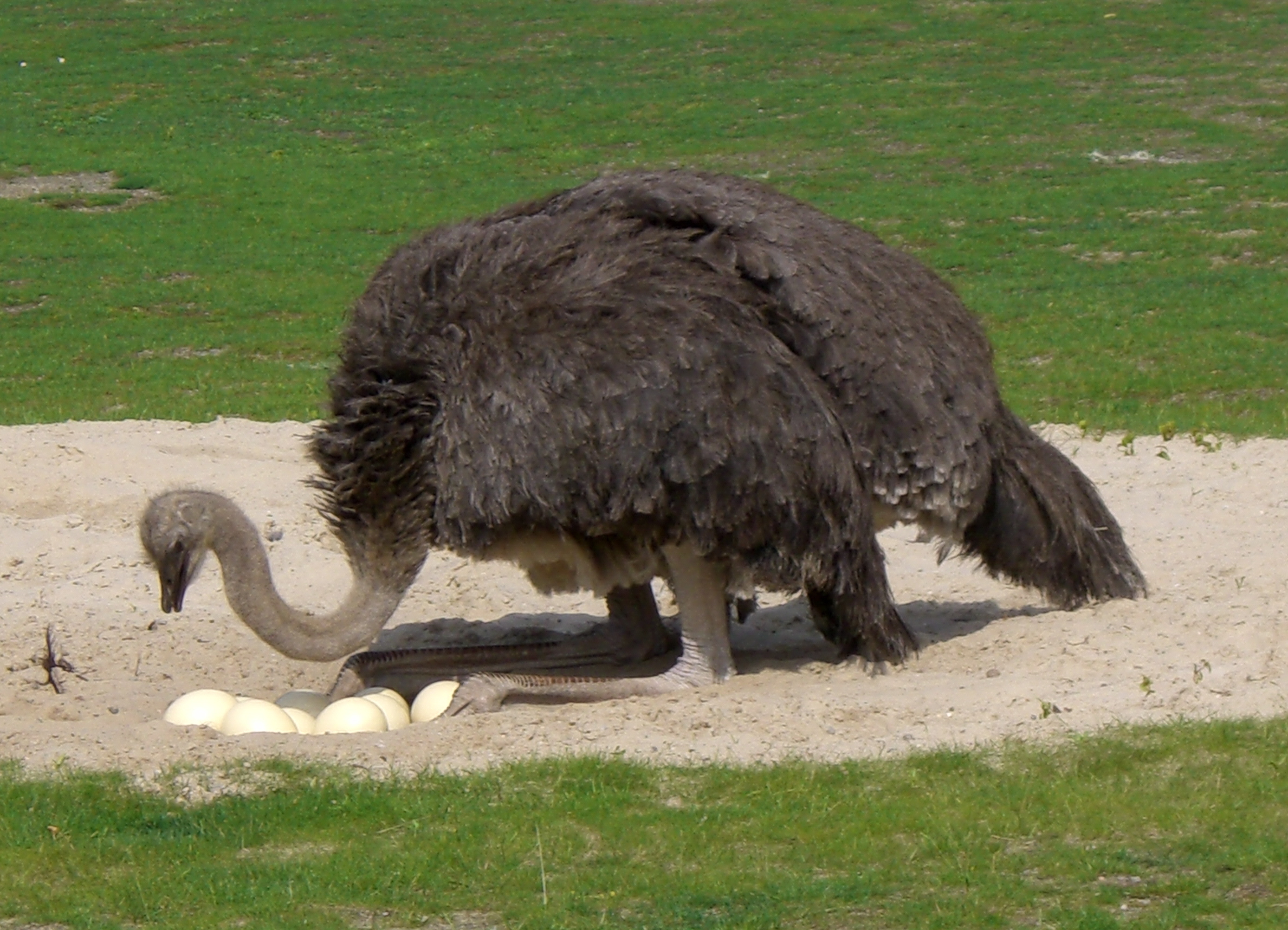
Hành vi ấp trứng của một con đà điểu mái

Ấp trứng là quá trình mà một số động vật đẻ trứng thực hiện việc cung cấp nhiệt độ cần thiết (độ ấm) để cho trứng nở. Ở nhiều loài bò sát chẳng hạn, không có nhiệt độ cố định là cần thiết, nhưng nhiệt độ thực tế xác định tỷ lệ giới tính của con cái chúng, ở nhiều loài, nhiệt độ không đổi và đặc biệt là cần thiết để ấp trứng thành công. Đặc biệt ở gia cầm, hành vi nằm trên trứng để ấp chúng được gọi là đòi ấp. Có một số loài chim không tự ấp trứng mà luôn có tập tính đẻ trứng "trộm" vào ổ các chim khác để nhờ ấp hộ (ký sinh nuôi dưỡng), các chim được "gửi trứng ấp" cũng không hề hay biết.

## Tổng quan

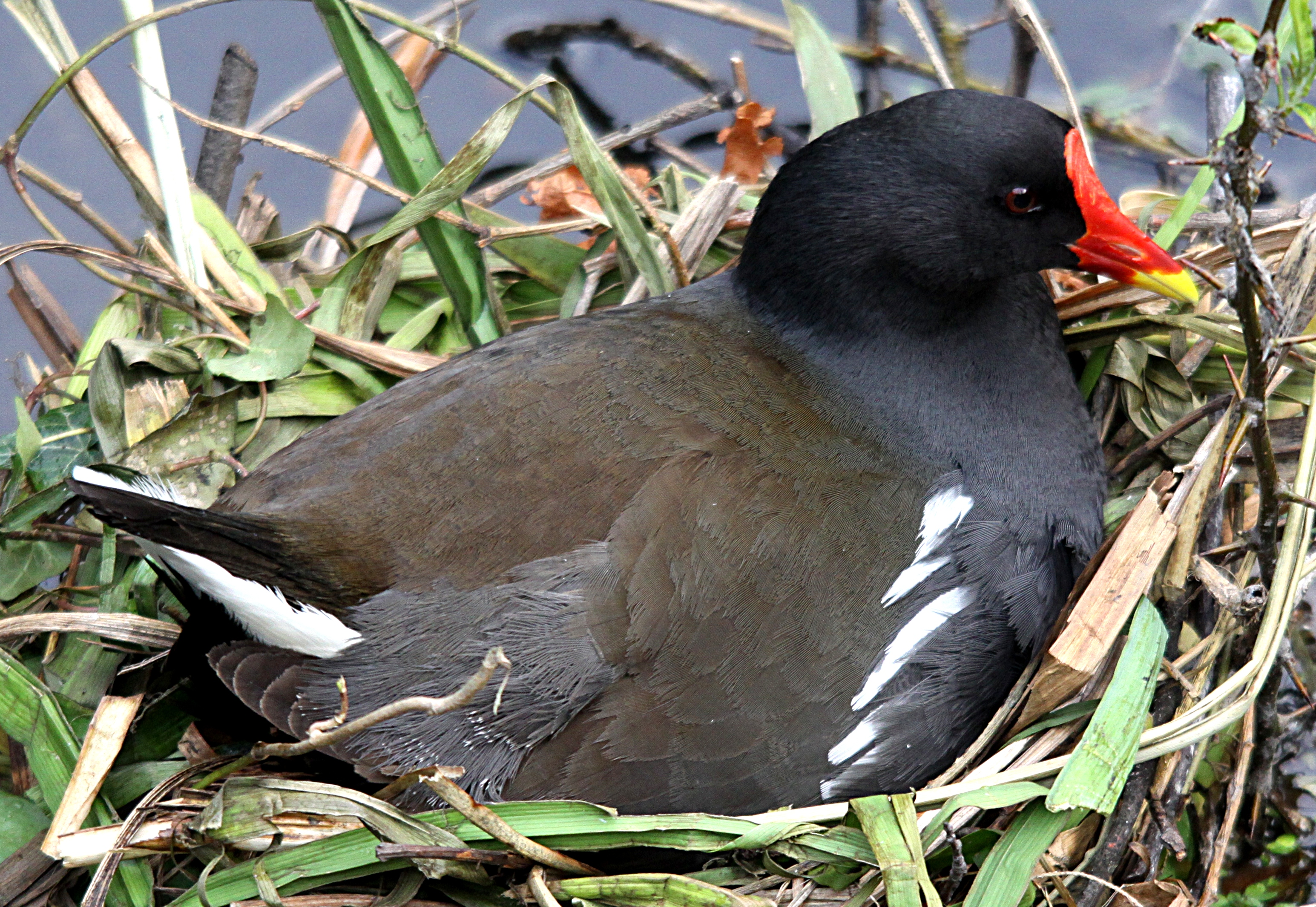
Một con vịt đang ấp trứng

Ấp trứng tự nhiên là dùng con mẹ (đẻ trứng) hoặc con mái khác để ấp trứng, gà đẻ hết trứng là đòi ấp, nếu nuôi nhiều gà đẻ có thể dồn trứng lại cho một con ấp, hoặc cho gà tây ấp, thậm chí cho ngỗng mái ấp. Phương pháp ấp trứng tự nhiên là phương pháp ít rắc rối, gà mẹ làm hết mọi thứ. Ấp tự nhiên không đòi hỏi thiết bị, không tốn công chăm sóc, tỷ lệ nở khả cao, gà hoặc ngan, ngỗng con nở ra khoẻ mạnh. Nhưng không ấp được nhiều trứng cùng một lúc, phụ thuộc vào thời tiết và sức khoẻ của con mái ấp. Con mái ấp đi kiếm ăn, chểnh mảng ấp làm trứng mất nhiệt ảnh hưởng đến phát triển phôi và tỷ lệ ấp nở. Con mái sau khi ấp có thể gầy yếu phải mất thời gian dài mới khôi phục lại sức khoẻ và đẻ trứng tiếp.
Những con ấp khéo thường tự điều chỉnh nhiệt độ ập rất tốt như mùa hè nóng con ấp thỉnh thoảng bỏ ấp trong thời gian ngắn để làm mát trứng, nhưng mùa đông lạnh thường chúng ham ấp, hầu như không bỏ ổ, người nuôi phải đặt thức ăn, nước uống kề ổ ấp. Gia cầm ấp khéo còn biểu hiện tính cẩn thận như lên xuống nhẹ nhàng đảo trứng thường xuyên từ trong ra ngoài, ngoài vào trong, mặt trên xuống mặt dưới; tính hung dữ như xù lông, mổ khi có người đến hoặc con vật khác vào gần. Không nên thay đổi vị trí ổ ấp, vì con ấp thường quen ổ áp cũ. Nếu di chuyển ô ấp phải tiến hành vào ban đêm, đặt ổ nhẹ nhàng, tránh xáo trộn nhiều. 

## Các giống
Số lượng trứng cho một ổ phụ thuộc vào giống gà, như gà ri ấp từ 15–18 quả; gà Hồ, gà Đông Tảo từ 13–15 quả; gà tây từ 15–20 quả; ngỗng nhà từ 10–12 quả (trứng của con mẹ đẻ ra). Nếu dùng gà tây có thể ấp được 25–30 trứng gà hoặc 15–20 trứng vịt, 12–15 trứng ngỗng. Một số giống gà nhà không chỉ ấp trứng gà giỏi mà còn ấp cả các loại trứng nhỏ hơn như trứng chim cút, gà lôi, gà tây hoặc ngỗng, có khi vịt cũng ấp trứng gà.

### Gà nhà

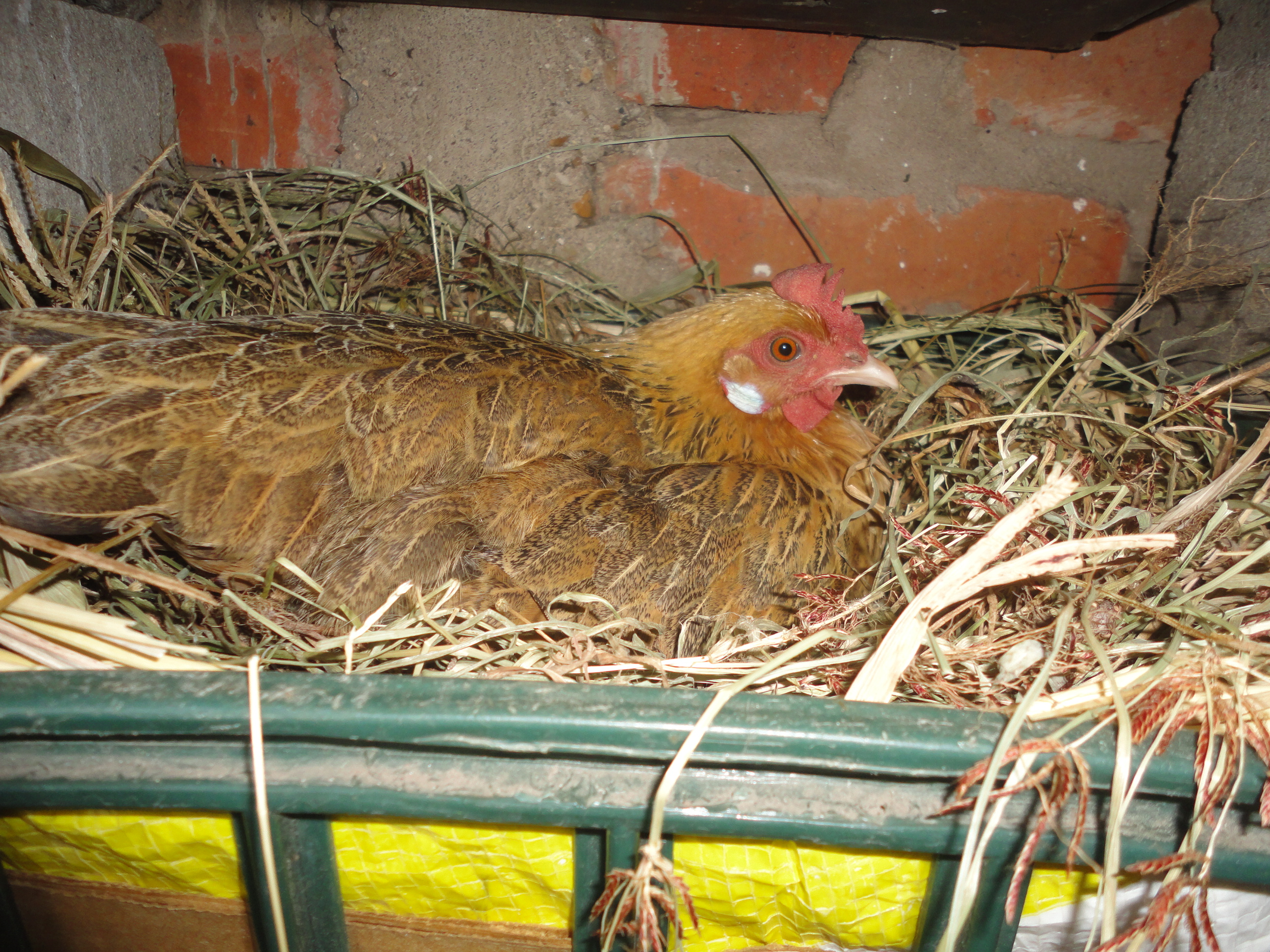
Một con gà mái đang ấp trứng

Gà mái thường đẻ trứng trong những chiếc tổ đã có sẵn trứng từ trước, do tập tính này mà một đàn gà chỉ có một số địa điểm đẻ trứng yêu thích thay vì mỗi con có một tổ khác nhau. Gà mái thường tỏ ra thích đẻ trứng có một nơi nhất định. Hai hoặc nhiều mẹ gà có thể cố gắng chia sẻ ổ với nhau cùng một lúc. Trong trường hợp ổ quá nhỏ hoặc một con gà quá cương quyết không chịu rời đi thì các gà mái sẽ cố nằm đè lên nhau. Gà mái duy trì nhiệt độ và độ ẩm trong tổ, đồng thời lật trứng trong giai đoạn đầu. Hết thời gian ấp (khoảng 21 ngày), trứng gà sẽ nở.
Do trứng chỉ phát triển khi được gà ấp nên tất cả số trứng sẽ nở chỉ trong một hoặc hai ngày, dù cho thời gian gà đẻ trứng có thể trải dài trong hai tuần. Gà mái có khả năng nghe thấy gà con kêu trong vỏ trước khi trứng nở, nó sẽ nhẹ nhàng cục tác để kích thích gà con mổ vỏ chui ra. Gà con mổ một lỗ thở trên vỏ trứng, thường là ở phần trên của quả trứng.
Gà con sau đó sẽ nghỉ ngơi trong vài giờ và hấp thu phần lòng đỏ trứng còn lại trước khi tiếp tục mổ cho đến khi lớp vỏ vỡ ra thành một cái nắp. Chúng chui ra khỏi vỏ và bộ lông được làm khô dưới sức ấm của tổ. Trong thời gian này, gà mới nở sống nhờ vào dinh dưỡng thu được từ phần lòng đỏ trứng chúng hấp thu khi sắp nở. Gà mái rời ổ, bỏ lại những quả trứng không nở được. Gà con mới nở được gà mẹ ra sức bảo vệ và được ấp để giữ ấm khi cần thiết.
Gà Onagadori mái đẻ và ấp trứng giỏi nên có thể chăm con mà không gặp vấn đề gì, đối với gà tre Nhật, một khi gà bắt cặp, tổ sẽ được đưa vào. Thông thường mỗi ngăn một tổ. Hầu hết gà tre nhật mái đẻ từ 7 đến 9 trứng rồi mới ấp, sau khoảng 10-15 phút gà mái sẽ tự vào ấp trứng, 20-21 ngày sau trứng sẽ nở. Đa phần gà mái sẽ tự rời tổ để ăn uống và vệ sinh, nhờ vậy tổ sẽ luôn sạch sẽ. Nếu gà mái thực hiện tốt vai trò làm mẹ, kết quả thu được sẽ tốt và những con gà như vậy được tuyển làm gà giống để duy trì đặc điểm này cho những thế hệ về sau. 

### Gà tây
Trong đời sống hoang dã, gà tây mái rừng tự tìm đến những nơi khô ráo, yên tĩnh, có lùm bụi che chắn kín đáo để làm ổ đẻ. Gà trống chỉ tham gia bằng cách đi theo cho biết chỗ và thản nhiên đứng nhìn gà mái làm mọi việc như đào hố làm ổ, phủ kín lá khô lên trên. Trong 4 tuần liên tiếp, gà mái ấp trứng cả ngày lẫn đêm, nó chỉ tạm thời rời ổ ngày vài lần để đi tìm thức ăn nước uống, chờ đến ngày gà con nở. 
Gà tây trống không biết ấp trứng, nhiệm vụ của gà tây trống chỉ biết "phủ" mái (đạp mái), chứ không hề biết ấp trứng. Trong thời gian mái nằm ổ thì gà trống ngao du với những mái khác, không chút bận tâm đến gà mẹ và ổ trứng. Ngay khi bầy gà con nở ra, gà cha cũng thoái thác nhiệm vụ chăn dắt, nuôi nấng, mọi việc úm ấm con, tìm mồi nuôi con chỉ mỗi gà mẹ lo liệu hết.
Gần đến ngày nhảy ổ, gà tây mái tự tìm đến nơi thích hợp để làm ổ đẻ. Gà tây nhà nhiều con cũng tìm cách lót ổ hoang ở ngoài sân vườn như vậy. Nhiều mái khác thì chịu vào đẻ trong các ổ mà chủ nuôi đã lo liệu trước cho chúng. Đối với những con say ấp, nhất là gà tây thường không chịu rời ổ để ăn uống và thải phân, vì vậy phải bắt thả ra sân vườn cho thải phân, ăn uống mỗi ngày 1 – 2 lần. Sau khi gia cầm nở hết, bắt mẹ và con ra khỏi ổ. Dùng gà tây để ấp trứng gà, trứng ngỗng, trứng ngan rất tốt, ấp được nhiều trứng, tỷ lệ trứng ấp nở cao do gà tây có bộ lông dày, cánh rộng.

## Các biểu hiện

### Đòi ấp

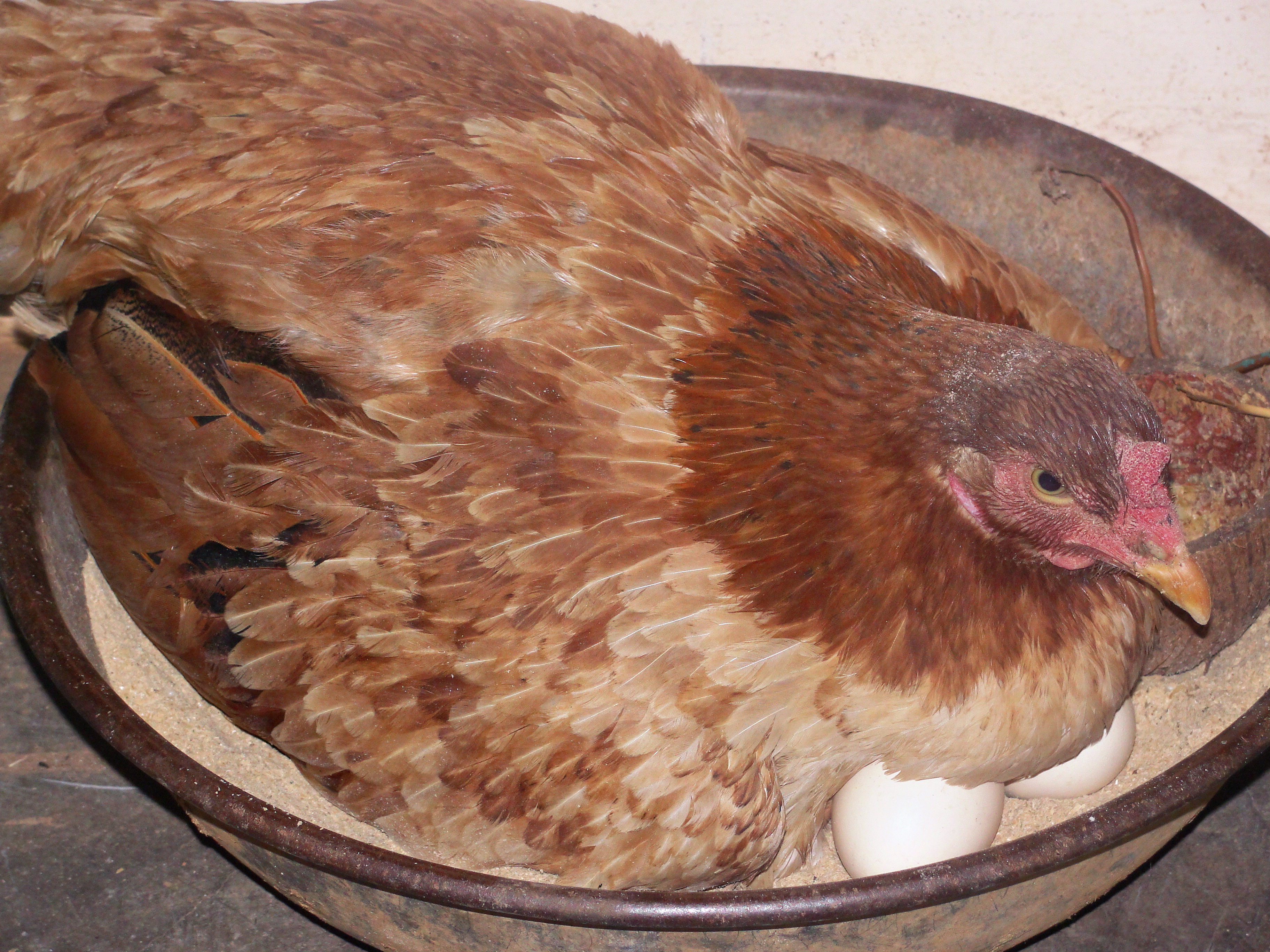
Một con gà mẹ với biểu hiện đòi ấp

Đòi ấp là một trạng thái mà gà mái đẻ muốn ấp trứng của chúng. Khi gà mái đòi ấp chúng sẽ ngừng đẻ và có biểu hiện của hành vi và sinh lý đối với việc ấp và nuôi gà con. Đây là một trạng thái tốt nếu gà mái muốn nuôi con thông qua quá trình làm tổ tự nhiên. Trong tự nhiên, đa số gà chỉ đẻ đầy một ổ trứng rồi ngưng và bắt đầu ấp. Hành vi này được gọi là đòi ấp. Gà đòi ấp sẽ ngưng đẻ để chỉ tập trung vào việc ấp trứng (một ổ khoảng 12 quả). Trong thời gian này, gà ít ra khỏi tổ để ăn hay tắm, đồng thời sẽ mổ nếu bị làm phiền hoặc bị đẩy khỏi ổ. Tính đòi ấp phụ thuộc vào giống, tình trạng sức khoẻ và chế độ nuôi dưỡng.
Những giống gà địa phương thân hình nhỏ, hướng trứng như gà Ri, ngỗng Sen thường có tính đòi ấp cao, nuôi con khéo hơn các giống gia cầm có ngoại hình to hướng thịt như gà Hồ, gà Đông Cảo, vịt Bầu, ngỗng Sư tử, ngan Trâu. Các giống gia cầm (gà, ngan, ngỗng) địa phương như gà ta, ngan Dé, ngỗng Sen sau khi đẻ hết trứng (một lần đẻ) thường có tính đòi ấp cao. Các giống gia cầm công nghiệp hầu như mất tính đòi ấp, nhất là các giống gà lấy trứng hiện đại hiếm khi đòi ấp trứng. Những con nào còn đòi ấp thì thường bỏ ngang giữa chừng. Tuy vậy, một số giống như gà Tam hoàng, gà Cornwall và gà ác thường xuyên đòi ấp và là những bà mẹ nuôi con khéo.

### Ấp bóng
Bình thường gà mái không biểu hiện, nhưng cũng có lúc nó cứ nằm bẹp trong tổ, xù lông, xoè cánh khi có ai đi qua người ta gọi đó là hiện tượng ấp bóng. Gà mái thường sau khi đẻ được mười mấy quả trứng, thì tuyến yên tiết ra kích tố thúc tuyến sinh dục, khiến cho các bộ phận trong cơ thể nó có những thay đổi rất lớn, như tính tình trở nên điềm tĩnh, luôn đề cao cảnh giác, máu trong cơ thể chảy nhanh hơn, thân nhiệt tăng, lông ở bụng rụng bớt. Nếu lúc này, đặt trứng vào trong tổ, gà mẹ sẽ ra sức ấp ủ chăm sóc.
Nếu tiêm kích tố này vào cơ thể gà trống, nó sẽ ấp trứng giống như gà mái vậy. Sự sản sinh ra kích tố này, có liên quan đến số lượng trứng nhất định mà gà mái đẻ ra, sau nữa là chịu ảnh hưởng của khí hậu môi trường. Năng lực ấp trứng của gà mái được hình thành dần dần, là hành vi bản năng trong quá trình tiến hóa lâu dài. Nếu không muốn gà ấp bóng mà tiếp tục đẻ, người ta có thể treo tổ của nó lên không bằng rào tre, ở nơi thông thoáng. Vài ngày sau gà sẽ quên ấp bóng.
Trong quá trình nuôi người chăn nuôi thường gặp phải là gà đẻ thường hay ấp giai hoặc là ấp bóng. Quá trình sinh sản ở gà gồm 3 giai đoạn: Giai đoạn đẻ trứng, ấp, nuôi con. Thời gian cho mỗi giai đoạn dài, ngắn cũng rất khác biệt ở mỗi loài, ở gà ta qua theo dõi, các nhà chuyên môn đã tính ra được số liệu bình quân là: Giai đoạn đẻ trứng kéo dài khoảng 15-20 ngày và chúng đẻ được trung bình 14,5 quả trứng/ 1 mái.
Gà thường đẻ mỗi ngày 1 quả trứng nhưng cứ đẻ 3-5quả, chúng lại nghỉ một ngày, mỗi đợt đẻ 3-5 quả ta gọi là trật đẻ. Gà đẻ hết trật nọ lại tiếp trật kia trong vòng 15-20 ngày thì thôi đẻ để ấp. Giai đoạn ấp kéo dài 21 ngày. Nếu thu gom trứng đưa ấp máy gà ta vẫn vào ổ ấp, dân ta gọi là ấp bóng. Ở mỗi gà thời gian ấp bóng cũng dài ngắn khác nhau.

### Quên ấp
Ngày nay người chăn nuôi, nuôi gà quy mô lớn, sản xuất hàng hoá, để có năng suất đẻ cao, có nhiều gà con nở cùng 1 đợt để xuất bán, thường gom trứng để ấp máy. Do ấp máy, không cần gà mẹ ấp, nuôi con nữa nên phải tìm cách làm cho gà mẹ quên ấp. Người Trung Quốc đã tổng kết được 34 cách cai ấp cho gà, giúp tăng sản lượng trứng trong năm của gà nuôi lấy trứng, chẳng hạn như nhốt gà vào thùng gỗ đủ độ ẩm nhưng tối mù mịt, bắt nhịn ăn liền 3 ngày, sau đó thả ra gà sẽ thôi đòi ấp. Ban ngày thả gà ở chỗ rộng và sáng, gà sẽ đuổi nhau và không đòi ấp, tốt nhất ở chỗ thoáng gió để hạ thấp thân nhiệt của gà ức chế việc sản sinh loại kích tố liên quan đến việc đòi ấp.Nhúng gà xuống nước để hạ thấp thân nhiệt, kích thích thần kinh, cắt nhu cầu đòi ấp của gà. Tiêm bắp cho mỗi gà đẻ 1ml dung dịch CuSO4 (dưới 20 mg đồng sunfat) gà sẽ thôi đòi ấp.
Các giống gà nội Việt Nam có bản năng đòi ấp mạnh, thời gian gà đòi ấp sẽ ngừng đẻ trứng. Do vậy để có sản lượng trứng cao cần tiến hành cai ấp cho gà mái không có ý định cho ấp. Có thể làm như sau: cho gà vào chuồng thoáng đãng, không có ổ đẻ, cho ăn đầy đủ thức ăn giàu prôtêin và chất xanh, thả chung vào đó một gà trống khoẻ mạnh, hăng để mỗi lần gà mái nằm xuống ấp bóng bị gà trống đòi đạp xua dậy; lúc đòi ấp, thân nhiệt gà mái cao (42oC), có thể tắm cho gà hạ thân nhiệt (mùa hè), đồng thời lông gà ướt, gà không muốn nằm, quên dần việc ấp bóng. Sau khi cai ấp 1 tuần thấy gà không nằm nữa thì thả về chuồng cũ, cho ăn tốt gà sẽ lại đẻ đều.

## Phương pháp
Phương pháp tự nhiên là một khi gà bắt cặp, tổ sẽ được đưa vào. Thông thường mỗi ngăn một tổ. Đặt lại trứng vào tổ và gà mái vào ngăn. Đừng ép gà mái nằm lên trứng; sau khoảng 10-15 phút gà mái sẽ tự vào ấp trứng. Ưu điểm của phương pháp này à
- Không lo cúp điện.
- Dễ phân biệt lứa gà.
- Không cần ấp nhân tạo.
- Một số người cho rằng gà con mạnh khỏe hơn khi được ấp tự nhiên.

Nhược điểm:
- Năng suất thấp.
- Gà mái có thể bỏ ấp.
- Khi gà con ra đời chúng có thể bị gà mái tấn công hay không được ủ ấm.
- Gà mái đè quá mạnh lên trứng khiến chúng bị hư (soiled).

Phương pháp bán nhân tạo là ấp trứng theo cách tự nhiên và nuôi gà con bằng cách nhân tạo, thường người ta sẽ bồi dưỡng cho gà trước khi chúng bắt đầu đẻ trứng vì vậy nguồn dinh dưỡng tốt và chiếu đèn (kéo dài thời lượng ban ngày) là cần thiết. Gà phải đẻ trứng trước khi nằm ổ. Tổ gà được đặt vào mỗi ngăn và để tự nhiên giống như phương pháp đầu. Khi trứng nở, ngay lúc gà con vừa khô lông, chúng được tách khỏi gà mẹ và đặt vào lồng ấp/sưởi nhân tạo. Cho gà thoải mái khi được đặt vào lồng sưởi. Nếu gà con tụm vào nhau thì lồng sưởi vẫn chưa đủ ấm, nếu chúng nép vào các góc và thở gấp thì có nghĩa lồng quá nóng. Những con chân dài sẽ bị loại, những con còn lại sẽ được đeo vòng chân. Nên trữ sẵn một số vòng màu, mỗi lứa sẽ được đeo vòng màu khác nhau.
Ưu điểm:
- Nhiệt độ ổn định.
- Kiểm soát được lượng thức ăn
- Có thể đồng thời chăm sóc một bầy lớn

Nhược điểm:
- Virus có thể phát sinh làm nguy cơ tử vong cao
- Nguy cơ cúp điện hay hư đèn sưởi
- Cần để ý hơn so với cách ấp tự nhiên
- Phải chuẩn bị sẵn lồng ấp/sưởi.
- Phải có kinh nghiệm vận hành lồng ấp/sưởi.

Phương pháp ấp nhân tạo là phương pháp được nhiều người chăn nuôi áp dụng. Có nhiều loại lồng ấp trên thị trường, cần tìm chỗ đặt lồng, nhiệt độ phải ổn định như trong nhà. Nhiệt độ quá thấp vào ban đêm hay quá cao vào ban ngày là không thích hợp.
Ưu điểm:
Nếu sử dụng kiểu lồng tự đảo trứng (nên dùng loại này), thay vì phải kiểm tra trứng sau mỗi 6 ngày, thì không phải làm gì cả cho đến trước khi trứng nở một ngày, tốt nhất nên tắt cơ chế đảo trứng. Đây là lúc sắp trứng theo từng lứa – có một cách là đặt vào khay hay túi lưới nhỏ – để khi trứng nở, những lứa khác nhau được tách bạch.
Nhược điểm:
- Nguy cơ cúp điện.
- Cần điều chỉnh độ ẩm.
- Cần điều chỉnh nhiệt độ

Nếu sử dụng lồng ấp không tự đảo, thì phải đảo trứng bằng tay tối thiểu hai lần mỗi ngày. Việc này tuy mất thời gian nhưng là điều kiện bắt buộc để trứng nở trên thực tế, tuần đầu nên đảo ba lần mỗi ngày. Để đơn giản hóa quy trình, trứng sẽ được đánh dấu. Khi đảo, trứng sẽ được lật sang mặt này, lần đảo sau, chúng sẽ được lật ngược lại.